# Fever (film, 2014)
Pour les articles homonymes, voir Fever.
Pour plus de détails, voir Fiche technique et Distribution.
Fever est un film dramatique français, réalisé par Raphaël Neal, tourné en 2013 et sorti en 2014. Le film n'a pas été produit selon les moyens classiques de financement, mais par financement participatif.

## Synopsis
Comme Lafcadio, dans Les Caves du Vatican d'André Gide, deux lycéens au charme ambigu (Damien, blond, et Pierre, brun, en terminale au début des années 2000 dans un lycée parisien) commettent un crime au hasard, afin d'affirmer leur libre arbitre. Zoé, jeune opticienne qui passait près du lieu du crime, décide de mener son enquête.

## Fiche technique
- Titre : Fever
- Réalisation : Raphaël Neal
- Scénario : Raphaël Neal et Alice Zeniter, d'après le roman homonyme de Leslie Kaplan
- Musique : Camille
- Montage : Anna Brunstein
- Photographie : Nicolaos Zafiriou
- Production : Jean-Philippe Rouxel et Raphaël Neal
- Sociétés de production : Strutt Films et Jour2fête
- Société de distribution : Strutt Films
- Pays de production :  France
- Durée : 80 minutes
- Genre : drame
- Dates de sortie : 
  - France : 
    - 13 juin 2014 (Champs-Élysées Film Festival)
    - 7 octobre 2015 (sortie nationale)

## Distribution
- Martin Loizillon : Damien
- Pierre Moure : Pierre
- Julie-Marie Parmentier : Zoé
- Philippe Laudenbach : René
- Sabrina Seyvecou : Anaïs
- Françoise Lebrun : Sarah
- Marie Bunel : Catherine
- Pascal Cervo : Sacha
- Judith Henry : Anna
- Julie Judd : Mme Kaplan et Rosine
- Chantal Banlier
- Lou Castel
- Benoît Ferreux : François
- Florent Abougit : Thomas
- Camille : Alice Snow
- Axel Würsten : Simon
- Clément Turpin : l'employé de Monoprix
- Stéphane Foenkinos : le surveillant du bac
- Leslie Kaplan : spectatrice du concert d'Alice Snow (caméo)

## Distinctions
- Festival international du film de Mumbai[Quand ?] : Prix d'interprétation masculine Martin Loizillon[6].